# Požega (Serbia)
Požega (serbocroata cirílico: Пожега) es un municipio y villa de Serbia perteneciente al distrito de Zlatibor.
En 2011 su población era de 29 638 habitantes, de los cuales 13 153 vivían en la villa y el resto en las 41 pedanías del municipio. La gran mayoría de los habitantes del municipio son étnicamente serbios (28 956 habitantes).
Se ubica sobre la carretera E-761, a medio camino entre Užice y Čačak.

## Pedanías
- Bakionica
- Velika Ježevica
- Visibaba
- Vranjani
- Glumač
- Godovik
- Gornja Dobrinja
- Gorobilje
- Gugalj
- Donja Dobrinja
- Dražinovići
- Duškovci
- Zaselje
- Zdravčići
- Jelen Do
- Kalenići
- Lopaš
- Loret
- Ljutice
- Mađer
- Mala Ježevica
- Milićevo Selo
- Mršelji
- Otanj
- Papratište
- Pilatovići
- Prijanovići
- Prilipac
- Radovci
- Rasna
- Rečice
- Roge
- Rupeljevo
- Svračkovo
- Srednja Dobrinja
- Tabanovići
- Tvrdići
- Tometino Polje
- Tučkovo
- Uzići
- Čestobrodica

## Clima
| Parámetros climáticos promedio de Požega (1981–2010, extremes 1961–2010) | Parámetros climáticos promedio de Požega (1981–2010, extremes 1961–2010) | Parámetros climáticos promedio de Požega (1981–2010, extremes 1961–2010) | Parámetros climáticos promedio de Požega (1981–2010, extremes 1961–2010) | Parámetros climáticos promedio de Požega (1981–2010, extremes 1961–2010) | Parámetros climáticos promedio de Požega (1981–2010, extremes 1961–2010) | Parámetros climáticos promedio de Požega (1981–2010, extremes 1961–2010) | Parámetros climáticos promedio de Požega (1981–2010, extremes 1961–2010) | Parámetros climáticos promedio de Požega (1981–2010, extremes 1961–2010) | Parámetros climáticos promedio de Požega (1981–2010, extremes 1961–2010) | Parámetros climáticos promedio de Požega (1981–2010, extremes 1961–2010) | Parámetros climáticos promedio de Požega (1981–2010, extremes 1961–2010) | Parámetros climáticos promedio de Požega (1981–2010, extremes 1961–2010) | Parámetros climáticos promedio de Požega (1981–2010, extremes 1961–2010) |
| Mes                                                                      | Ene.                                                                     | Feb.                                                                     | Mar.                                                                     | Abr.                                                                     | May.                                                                     | Jun.                                                                     | Jul.                                                                     | Ago.                                                                     | Sep.                                                                     | Oct.                                                                     | Nov.                                                                     | Dic.                                                                     | Anual                                                                    |
| ------------------------------------------------------------------------ | ------------------------------------------------------------------------ | ------------------------------------------------------------------------ | ------------------------------------------------------------------------ | ------------------------------------------------------------------------ | ------------------------------------------------------------------------ | ------------------------------------------------------------------------ | ------------------------------------------------------------------------ | ------------------------------------------------------------------------ | ------------------------------------------------------------------------ | ------------------------------------------------------------------------ | ------------------------------------------------------------------------ | ------------------------------------------------------------------------ | ------------------------------------------------------------------------ |
| Temp. máx. abs. (°C)                                                     | 20.6                                                                     | 24.4                                                                     | 28.8                                                                     | 30.4                                                                     | 35.6                                                                     | 37.0                                                                     | 41.0                                                                     | 38.8                                                                     | 36.3                                                                     | 32.5                                                                     | 27.6                                                                     | 23.0                                                                     | 41.0                                                                     |
| Temp. máx. media (°C)                                                    | 2.8                                                                      | 6.6                                                                      | 12.1                                                                     | 17.4                                                                     | 22.5                                                                     | 25.3                                                                     | 27.5                                                                     | 27.6                                                                     | 22.9                                                                     | 17.4                                                                     | 9.7                                                                      | 3.7                                                                      | 16.3                                                                     |
| Temp. media (°C)                                                         | -1.6                                                                     | 0.4                                                                      | 5.3                                                                      | 10.2                                                                     | 15.2                                                                     | 18.3                                                                     | 20.0                                                                     | 19.5                                                                     | 15.1                                                                     | 10.2                                                                     | 4.1                                                                      | -0.4                                                                     | 9.7                                                                      |
| Temp. mín. media (°C)                                                    | -5.1                                                                     | -4.2                                                                     | -0.3                                                                     | 3.9                                                                      | 8.8                                                                      | 12.4                                                                     | 13.5                                                                     | 13.3                                                                     | 9.9                                                                      | 5.6                                                                      | 0.3                                                                      | -3.5                                                                     | 4.6                                                                      |
| Temp. mín. abs. (°C)                                                     | -30.7                                                                    | -27.5                                                                    | -20.2                                                                    | -9.4                                                                     | -1.3                                                                     | 2.8                                                                      | 4.1                                                                      | 3.8                                                                      | -2.4                                                                     | -7.5                                                                     | -18.4                                                                    | -27.2                                                                    | -30.7                                                                    |
| Precipitación total (mm)                                                 | 42.7                                                                     | 41.9                                                                     | 45.8                                                                     | 58.0                                                                     | 74.8                                                                     | 88.4                                                                     | 76.3                                                                     | 59.6                                                                     | 65.8                                                                     | 57.1                                                                     | 63.5                                                                     | 52.3                                                                     | 726.4                                                                    |
| Días de precipitaciones (≥ 0.1 mm)                                       | 13                                                                       | 13                                                                       | 13                                                                       | 13                                                                       | 14                                                                       | 14                                                                       | 11                                                                       | 10                                                                       | 10                                                                       | 11                                                                       | 12                                                                       | 14                                                                       | 148                                                                      |
| Días de nevadas (≥ 1 mm)                                                 | 8                                                                        | 8                                                                        | 5                                                                        | 1                                                                        | 0                                                                        | 0                                                                        | 0                                                                        | 0                                                                        | 0                                                                        | 0                                                                        | 3                                                                        | 7                                                                        | 32                                                                       |
| Horas de sol                                                             | 43.5                                                                     | 72.0                                                                     | 114.8                                                                    | 136.7                                                                    | 174.4                                                                    | 188.1                                                                    | 228.9                                                                    | 215.9                                                                    | 144.5                                                                    | 92.5                                                                     | 57.6                                                                     | 34.4                                                                     | 1503.2                                                                   |
| Humedad relativa (%)                                                     | 86                                                                       | 80                                                                       | 74                                                                       | 71                                                                       | 73                                                                       | 75                                                                       | 74                                                                       | 75                                                                       | 79                                                                       | 82                                                                       | 85                                                                       | 87                                                                       | 78                                                                       |
| Fuente: Republic Hydrometeorological Service of Serbia                   |                                                                          |                                                                          |                                                                          |                                                                          |                                                                          |                                                                          |                                                                          |                                                                          |                                                                          |                                                                          |                                                                          |                                                                          |                                                                          |

## Demografía
Datos de población en 2011:
| Composición étnica del municipio |           |  |  |  |  |  |  |  |  |
| Grupo étnico                     | Población |  |  |  |  |  |  |  |  |
| Serbios                          | 12 698    |  |  |  |  |  |  |  |  |
| Romaníes                         | 226       |  |  |  |  |  |  |  |  |
| Montenegrinos                    | 51        |  |  |  |  |  |  |  |  |
| Croatas                          | 19        |  |  |  |  |  |  |  |  |
| Yugoslavos                       | 19        |  |  |  |  |  |  |  |  |
| Macedonios                       | 16        |  |  |  |  |  |  |  |  |
| Otros                            | 124       |  |  |  |  |  |  |  |  |
| TOTAL                            | 13 153    |  |  |  |  |  |  |  |  |
|                                  |           |  |  |  |  |  |  |  |  |